# Вредности
Вредности су диспозиције које усмеравају на циљеве које појединац веома интензивно и континуирано жели да оствари. Представљају позитиван и трајан однос према објектима и идејама који су човеку важни. Вредности су схватања о пожељним начинима понашања или постојања. То су трајни и далекосежни циљеви којима појединац тежи, нешто што му даје смисао. Вредности су стандарди за процену сопствених и туђих поступака и критеријуми су за мишљење и делање. Од вредности зависи шта ће човек сматрати исправним, а шта не. Вредности стога чине суштину човека као моралног и етичког бића.
Вредности су општије од ставова и утичу на ставове. За једну вредност везује више сродних ставова и шири репертоар понашања. На пример, ако неко држи до слободе као вредности, може се претпоставити неки од његових ставова, јер су оне израз његових вредности. Људи имају велики број ставова, али мали број вредности. Људи једне вредности сматрају важнијим од других, тако да су оне код сваког појединца организоване у хијерархијски систем и варирају у значају и у сложеним су међусобним односима.

## Класификација
Уобичајено се прави разлика између културних, социјалних и личних вредности. Културне вредности су оне опште вредности које су доминантне у некој култури и представљају битне елементе заједнице  (материјалне, духовне, социјалне, индивидуализам, колективизам). Социјалне вредности представљају однос према идејама од ширег друштвеног значаја. Изражавају поглед на свет и друштво одређених друштвених група, класа и слојева. Личне вредности се тичу личне сфере и индивидуалног живота – лични циљеви, начин чивота (хедонистичке вредности, утилитарне – материјалне вредности, сазнајне, естетске).

## Најважније вредности
Анализе показују да постоји својеврсни универзални принцип и општа вредност - живот је светиња, која има врхунски значај у већини различитих култура. Она се пре свега огледа у праву на живот, у поштовању људског достојанства, истинољубивости и ненасиљу. У једном истраживању су људи из 40 различитих земаља бирали пет најважнијих вредности и изабрали истину, одговорност, саосећање, слободу и поштовање, које се налазе на врху листе.